# Dysplazja przynasadowa McKusicka
Zespół McKusicka (dysplazja przynasadowa McKusicka, ang. metaphyseal chondrodysplasia, McKusick type, cartilage-hair hypoplasia, CHH) – rzadki zespół wad wrodzonych, na który składa się hipoplazja włosów i chrząstek przynasad kości długich. Został po raz pierwszy opisany przez Victora McKusicka w 1965 roku u przedstawicieli społeczności Amiszów. 

## Etiologia

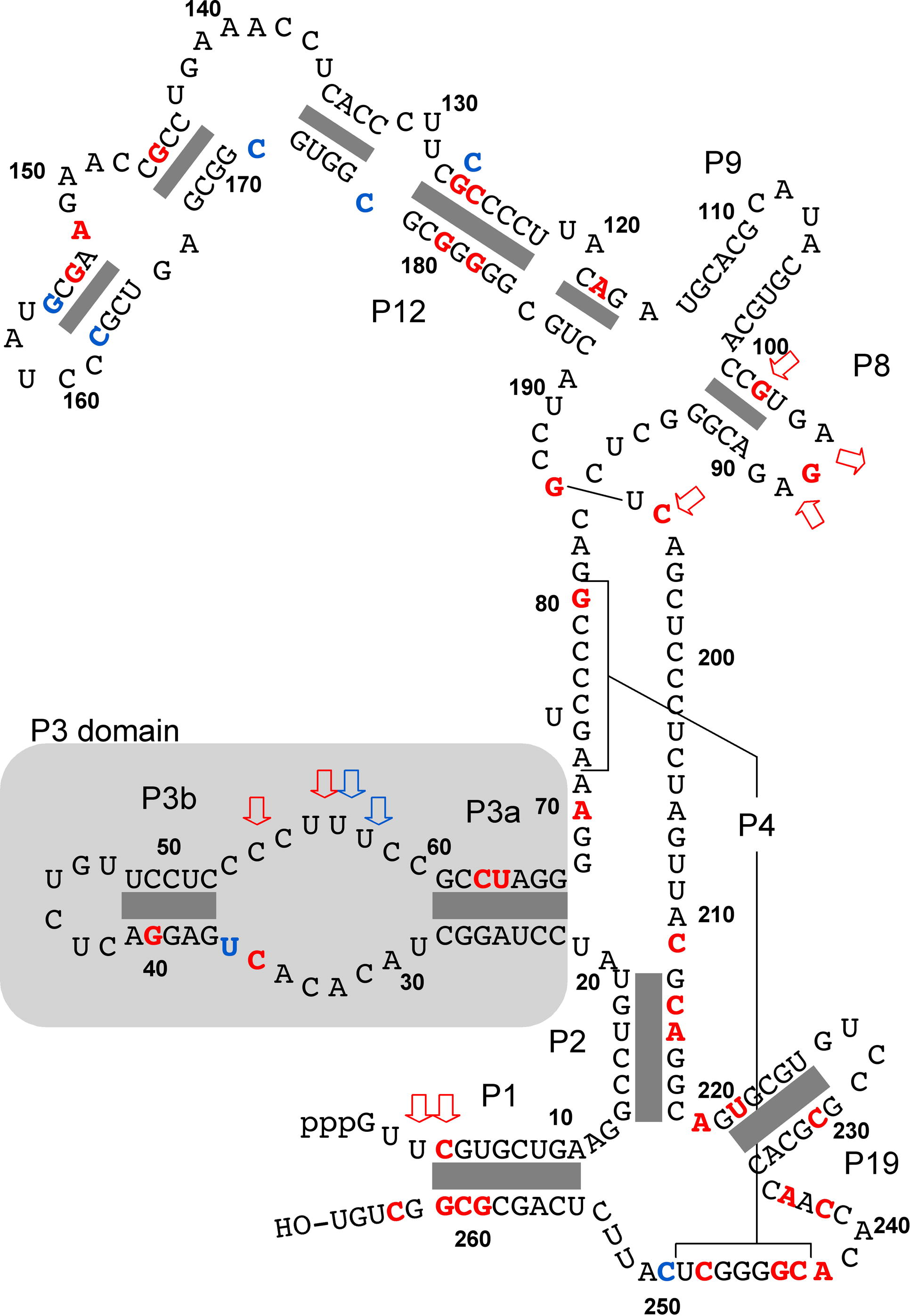
Cząsteczka RNA wchodząca w skład kompleksu ludzkiej rybonukleoproteiny MRP, według Weltinga i wsp.. Nukleotydy będące miejscami mutacji w genie RMRP zaznaczono na czerwono, polimorfizmy i rzadkie warianty na niebiesko. Insercje, duplikacje i delecje wskazują czerwone strzałki lub niebieskie (miejsca domniemanych polimorfizmów). Szare prostokąty zaznaczaja regiony parowania się zasad. Domena P3 (nukleotydy 22–66) jest zacieniona

CHH spowodowana jest mutacją w genie RMRP kodującym komponentę RNA (nie białko) enzymu mitochondrialnej endorybonukleazy RNA (OMIM*157660) w locus 9p21-p12.

## Fenotyp
Pacjenci z zespołem McKusicka mają jasne, rzadkie i cienkie włosy oraz wady kończyn: krótkie dłonie z nadmiernie ruchomymi stawami, krótkie kończyny, głównie w odcinkach proksymalnych (mikromelia rizomeliczna) nieprawidłowo wykształcone przynasady kości długich (nieregularne, postrzępione), są niscy. Niekiedy stwierdza się limfopenię z defektem odporności komórkowej. 

## Znane osoby chorujące na CHH
Michael ("Pat") Bilon, który grał bohatera filmu E.T., miał rozpoznaną dysplazję przynasadową McKusicka.